# Àcid oleanòlic
L'àcid oleanòlic o àcid oleànic és un triterpenoide que es troba a la natura, àmpliament distribuït en aliments i plantes medicinals, i està relacionat amb l'àcid betulínic. Es troba a la farigola, all, etc. És antitumoral, protector del fetge i també amb propietats antivíriques.